# Commonwealth Games 2006/Schießen
Bei den Commonwealth Games 2006 in der australischen Metropole Melbourne wurden im Schießen 40 Wettbewerbe ausgetragen.
Austragungsort war der Melbourne Gun Club.

## Männer

### Luftpistole 10 Meter
Einzel
| Platz | Land | Sportler                 | Punkte |
| ----- | ---- | ------------------------ | ------ |
| 1     | IND  | Samaresh Jung            | 685,4  |
| 2     | IND  | Vivek Singh              | 677,6  |
| 3     | NAM  | Friedhelm Ferdinand Sack | 677,2  |

Paare
| Platz | Land | Sportler                     | Punkte |
| ----- | ---- | ---------------------------- | ------ |
| 1     | IND  | Samaresh Jung Vivek Singh    | 1154   |
| 2     | ENG  | Nick Baxter Mick Gault       | 1152   |
| 3     | AUS  | David Moore Daniel Repacholi | 1144   |

### Zentralfeuerpistole 25 Meter
Einzel
| Platz | Land | Sportler         | Punkte |
| ----- | ---- | ---------------- | ------ |
| 1     | SIN  | Shaw Ming On     | 578    |
| 2     | NZL  | Gregory Yelavich | 578    |
| 3     | IND  | Samaresh Jung    | 578    |

Paare
| Platz | Land | Sportler                                         | Punkte |
| ----- | ---- | ------------------------------------------------ | ------ |
| 1     | IND  | Samaresh Jung Jaspal Rana                        | 1150   |
| 2     | ENG  | Peter Flippant Simon Lucas                       | 1138   |
| 3     | RSA  | Allan Stuart McDonald Daniel Francois van Tonder | 1135   |

### Schnellfeuerpistole 25 Meter
Einzel
| Platz | Land | Sportler             | Punkte |
| ----- | ---- | -------------------- | ------ |
| 1     | IND  | Vijay Kumar          | 778,2  |
| 2     | IND  | Pemba Tamang         | 775,0  |
| 3     | MAS  | Amir Hasli Izwan Bin | 770,4  |

Paare
| Platz | Land | Sportler                      | Punkte |
| ----- | ---- | ----------------------------- | ------ |
| 1     | IND  | Vijay Kumar Pemba Tamang      | 1134   |
| 2     | AUS  | David Chapman Bruce Favell    | 1116   |
| 3     | CAN  | Matodi Igorov Yuri Movshovich | 1111   |

### Standardpistole 25 Meter
Einzel
| Platz | Land | Sportler    | Punkte |
| ----- | ---- | ----------- | ------ |
| 1     | ENG  | Mick Gault  | 568    |
| 2     | PAK  | Irshad Ali  | 568    |
| 3     | AUS  | Bruce Quick | 562    |

Paare
| Platz | Land | Sportler                                         | Punkte |
| ----- | ---- | ------------------------------------------------ | ------ |
| 1     | IND  | Samaresh Jung Ronak Pandit                       | 1139   |
| 2     | AUS  | David Moore Bruce Quick                          | 1112   |
| 3     | RSA  | Allan Stuart McDonald Daniel Francois van Tonder | 1106   |

### Freie Pistole 50 Meter
Einzel
| Platz | Land | Sportler      | Punkte |
| ----- | ---- | ------------- | ------ |
| 1     | IND  | Samaresh Jung | 650,2  |
| 2     | ENG  | Mike Gault    | 645,9  |
| 3     | TRI  | Roger Daniel  | 638,9  |

Paare
| Platz | Land | Sportler                     | Punkte |
| ----- | ---- | ---------------------------- | ------ |
| 1     | AUS  | David Moore Daniel Repacholi | 1086   |
| 2     | IND  | Samaresh Jung Vivek Singh    | 1082   |
| 3     | ENG  | Nick Baxter Mick Gault       | 1078   |

### Luftgewehr 10 Meter
Einzel
| Platz | Land | Sportler       | Punkte |
| ----- | ---- | -------------- | ------ |
| 1     | IND  | Gagan Narang   | 698,9  |
| 2     | SIN  | Jin Zhang      | 696,9  |
| 3     | IND  | Abhinav Bindra | 695,5  |

Paare
| Platz | Land | Sportler                                | Punkte |
| ----- | ---- | --------------------------------------- | ------ |
| 1     | IND  | Abhinav Bindra Gagan Narang             | 1189   |
| 2     | BAN  | Md Asif Hossain Khan Anjan Kumer Singha | 1181   |
| 3     | SIN  | Jun Hong Ong Jin Zhang                  | 1177   |

### Kleinkalibergewehr Dreistellungskampf 50 Meter
Einzel
| Platz | Land | Sportler       | Punkte |
| ----- | ---- | -------------- | ------ |
| 1     | IND  | Gagan Narang   | 1261,4 |
| 2     | IND  | Abhinav Bindra | 1248,6 |
| 3     | AUS  | Ben Burge      | 1238,2 |

Paare
| Platz | Land | Sportler                    | Punkte |
| ----- | ---- | --------------------------- | ------ |
| 1     | IND  | Abhinav Bindra Gagan Narang | 2287   |
| 2     | AUS  | Michael Brown Ben Burge     | 2269   |
| 3     | ENG  | Jason Burrage Chris Hector  | 2265   |

### Kleinkalibergewehr liegend 50 Meter
Einzel
| Platz | Land | Sportler       | Punkte |
| ----- | ---- | -------------- | ------ |
| 1     | WAL  | David Phelps   | 698,3  |
| 2     | ENG  | Mike Babb      | 696,2  |
| 3     | IND  | Sanjeev Rajput | 695,7  |

Paare
| Platz | Land | Sportler                     | Punkte |
| ----- | ---- | ---------------------------- | ------ |
| 1     | ENG  | Mike Babb Chris Hector       | 1182   |
| 2     | SCO  | Martin Sinclair Neil Stirton | 1179   |
| 3     | WAL  | Gruffudd Morgan David Phelps | 1176   |

### Wurfscheibe Trap
Einzel
| Platz | Land | Sportler              | Punkte |
| ----- | ---- | --------------------- | ------ |
| 1     | NZL  | Graeme Ede            | 138    |
| 2     | NIR  | David John Beattie    | 138    |
| 3     | IND  | Manavjit Singh Sandhu | 138    |

Paare
| Platz | Land | Sportler                                  | Punkte |
| ----- | ---- | ----------------------------------------- | ------ |
| 1     | AUS  | Michael Diamond Adam Joseph Vella         | 189    |
| 2     | CAN  | Tye Warner Bietz Kirk Reynolds            | 185    |
| 3     | IOM  | Trevor Charles Boyles David Robert Walton | 1078   |

### Wurfscheibe Doppeltrap
Einzel
| Platz | Land | Sportler                   | Punkte |
| ----- | ---- | -------------------------- | ------ |
| 1     | IND  | Rajyavardhan Singh Rathore | 181    |
| 2     | RSA  | Byron Swanton              | 180    |
| 3     | MLT  | William Chetcuti           | 179    |

Paare
| Platz | Land | Sportler                                    | Punkte |
| ----- | ---- | ------------------------------------------- | ------ |
| 1     | AUS  | Russell Mark Craig William Trembath         | 186    |
| 2     | IND  | Vikram Bhatganar Rajyavardhan Singh Rathore | 179    |
| 3     | ENG  | Richard Faulds Stevan Walton                | 176    |

### Wurfscheibe Skeet
Einzel
| Platz | Land | Sportler                 | Punkte |
| ----- | ---- | ------------------------ | ------ |
| 1     | CYP  | Georgios Achilleos       | 148    |
| 2     | AUS  | Clive Barton             | 147    |
| 3     | CAN  | Clayton Alexander Miller | 143    |

Paare
| Platz | Land | Sportler                              | Punkte |
| ----- | ---- | ------------------------------------- | ------ |
| 1     | CYP  | Georgios Achilleos Antonis Nikolaides | 190    |
| 2     | ENG  | Clive Bramley Richard Brickell        | 186    |
| 3     | AUS  | Clive Barton George Barton            | 185    |

## Frauen

### Luftpistole 10  Meter
Einzel
| Platz | Land | Sportler            | Punkte |
| ----- | ---- | ------------------- | ------ |
| 1     | AUS  | Lalita Jauhleuskaja | 484,8  |
| 2     | AUS  | Dina Apandiyarova   | 484,3  |
| 3     | CAN  | Kim Eagles          | 477,6  |

Paare
| Platz | Land | Sportler                                    | Punkte |
| ----- | ---- | ------------------------------------------- | ------ |
| 1     | AUS  | Dina Aspandiyarova Lalita Jauhleuskaja      | 770    |
| 2     | MAS  | Joseline Lee Yean Cheah Bibiana Pei Chin Ng | 758    |
| 3     | ENG  | Georgina Geikie Julia Lydall                | 750    |

### Sportpistole 25 Meter
Einzel
| Platz | Land | Sportler            | Punkte |
| ----- | ---- | ------------------- | ------ |
| 1     | AUS  | Lalita Jauhleuskaja | 781,5  |
| 2     | CAN  | Kim Eagles          | 774,0  |
| 3     | AUS  | Pamela McKenzie     | 772,3  |

Paare
| Platz | Land | Sportler                            | Punkte |
| ----- | ---- | ----------------------------------- | ------ |
| 1     | IND  | Saroja Kumari Jhutsu Sushma Rana    | 1140   |
| 2     | AUS  | Pamela McKenzie Lalita Jauhleuskaja | 1134   |
| 3     | CAN  | Avianna Chao Kim Eagles             | 1130   |

### Luftgewehr 10 Meter
Einzel
| Platz | Land | Sportler             | Punkte |
| ----- | ---- | -------------------- | ------ |
| 1     | IND  | Tejaswini Sawant     | 500,6  |
| 2     | IND  | Avneet Kaur Sidhu    | 500,2  |
| 3     | SIN  | Yu Zhen Vanessa Yong | 499,9  |

Paare
| Platz | Land | Sportler                           | Punkte |
| ----- | ---- | ---------------------------------- | ------ |
| 1     | IND  | Tejaswini Sawant Avneet Kaur Sidhu | 791    |
| 2     | CAN  | Monica Fyfe Cynthia Hamulas        | 781    |
| 3     | SIN  | Yu Zhen Vanessa Yong Jingna Zhang  | 781    |

### Sportgewehr Dreistellungskampf 50 Meter
Einzel
| Platz | Land | Sportler                  | Punkte |
| ----- | ---- | ------------------------- | ------ |
| 1     | IND  | Anuja Jung                | 670,7  |
| 2     | RSA  | Esmari van Reenen         | 670,0  |
| 3     | MAS  | Mohamed Nur Suryani Binti | 668,0  |

Paare
| Platz | Land | Sportler                                            | Punkte |
| ----- | ---- | --------------------------------------------------- | ------ |
| 1     | ENG  | Louise Minett Becky Spicer                          | 1143   |
| 2     | IND  | Anjali Mandar Bhagwat Anuja Jung                    | 1142   |
| 3     | MAS  | Mohamed Nur Suryani Binti Baharin Nurul Hudda Binti | 1140   |

### Sportgewehr liegend 50 Meter
Einzel
| Platz | Land | Sportler           | Punkte |
| ----- | ---- | ------------------ | ------ |
| 1     | SCO  | Sheena Sharp       | 586    |
| 2     | NZL  | Juliet Etherington | 585    |
| 3     | WAL  | Johanne Brekke     | 584    |

Paare
| Platz | Land | Sportler                        | Punkte |
| ----- | ---- | ------------------------------- | ------ |
| 1     | SCO  | Susan Jackson Sheena Sharp      | 1166   |
| 2     | ENG  | Sharon Lee Helen SPittles       | 1161   |
| 3     | NZL  | Juliet Etherington Kathryn Mead | 1161   |

### Wurfscheibe Trap
Einzel
| Platz | Land | Sportler             | Punkte |
| ----- | ---- | -------------------- | ------ |
| 1     | RSA  | Diane Swanton        | 92     |
| 2     | MLT  | Rebecca Madyson      | 86     |
| 3     | CAN  | Susan Marie Nattrass | 83     |

Paare
| Platz | Land | Sportler                                   | Punkte |
| ----- | ---- | ------------------------------------------ | ------ |
| 1     | AUS  | Suzanne Balogh Deserie Baynes              | 87     |
| 2     | CAN  | Cynthia Barbara Meyer Susan Marie Nattrass | 83     |
| 3     | NZL  | Teresa Borrell Nadine Stanton              | 77     |

### Wurfscheibe Doppeltrap
Einzel
| Platz | Land | Sportler              | Punkte |
| ----- | ---- | --------------------- | ------ |
| 1     | ENG  | Charlotte Kerwood     | 106    |
| 2     | ENG  | Rachel Parish         | 101    |
| 3     | CAN  | Cynthia Barbara Meyer | 97     |

Paare
| Platz | Land | Sportler                                   | Punkte |
| ----- | ---- | ------------------------------------------ | ------ |
| 1     | ENG  | Charlotte Kerwood Rachel Parish            | 134    |
| 2     | CAN  | Cynthia Barbara Meyer Susan Marie Nattrass | 123    |
| 3     | AUS  | Suzanne Balogh Susan Trindall              | 121    |

### Wurfscheibe Skeet
Einzel
| Platz | Land | Sportler          | Punkte |
| ----- | ---- | ----------------- | ------ |
| 1     | CYP  | Andri Eleftheriou | 89     |
| 2     | AUS  | Lauryn Mark       | 89     |
| 3     | ENG  | Pinky le Grelle   | 89     |

Paare
| Platz | Land | Sportler                             | Punkte |
| ----- | ---- | ------------------------------------ | ------ |
| 1     | AUS  | Lauryn Mark Natalia Rahman           | 90     |
| 2     | CYP  | Andri Eleftheriou Louiza Theophanous | 88     |
| 3     | ENG  | Pinky le Grelle Elena Little         | 86     |

## Vollkalibergewehr, offen
Einzel
| Platz | Land | Sportler      | Punkte |
| ----- | ---- | ------------- | ------ |
| 1     | AUS  | Bruce Scott   | 403,60 |
| 2     | ENG  | Paraq Patel   | 402,57 |
| 3     | AUS  | James Corbett | 401,57 |

Paare
| Platz | Land | Sportler                                  | Punkte |
| ----- | ---- | ----------------------------------------- | ------ |
| 1     | ENG  | Glyn Barnett Paraq Patel                  | 594,87 |
| 2     | AUS  | James Corbett Bruce Scott                 | 593,74 |
| 3     | MAS  | Md Zainal Abidin Bin Hamsan Zulkeflee Bin | 592,72 |

## Medaillenspiegel
| Platz | Land                | Gold | Silber | Bronze | Gesamt |
| ----- | ------------------- | ---- | ------ | ------ | ------ |
| 1     | Indien              | 14   | 11     | 5      | 30     |
| 2     | England             | 6    | 6      | 7      | 19     |
| 3     | Singapur            | 5    | 4      | 5      | 14     |
| 4     | Schottland          | 4    | 3      | 2      | 9      |
| 5     | Australien          | 3    | 5      | 4      | 7      |
| 6     | Malaysia            | 2    | 3      | 3      | 8      |
| 7     | Zypern              | 1    | 1      | 1      | 3      |
| 8     | Neuseeland          | 1    | 1      | -      | 2      |
| 9     | Kanada              | -    | 1      | 2      | 3      |
| 10    | Trinidad und Tobago | -    | 1      | 1      | 2      |
| 11    | Nordirland          | -    | -      | 2      | 2      |
| 12    | Bangladesch         | -    | -      | 1      | 1      |
| 12    | Isle of Man         | -    | -      | 1      | 1      |
| 12    | Namibia             | -    | -      | 1      | 1      |
| 12    | Wales               | -    | -      | 1      | 1      |